# Fifi Abdou
Fifi Abdou (en árabe: فيفي عبده‎) (nacida Atiyat Abdul Fattah Ibrahim (عطيات عبد الفتاح إبراهيم); 26 de abril de 1953), es una bailarina y actriz egipcia. Se la ha descrito como "sinónimo de danza del vientre en los años en que actuó".
Las bailarinas orientales Fifi Abdou y Leila Murad, siguen el camino trazado en el siglo XIX, por la gran cantante y bailarina Almasa.
Pero Fifi Abdou tiene que hacer su vida en El Cairo protegida por guardaespaldas, víctima del conservadurismo radical que comenzó a extenderse por el país desde los años 1980. Los más fehacientes defensores del radicalismo islámico la persiguen; ni ella misma ni su arte entusiasman tampoco a los ulemas conservadores de Al Azhar, el centro del islam oficial egipcio. Así que cuando Fifi Abdou propuso en el año 2002 crear la primera asociación profesional de bailarinas de la danza del vientre de Egipto, obtuvo una respuesta negativa mayoritaria. Incluso algunos predicadores islamistas cairotas afirmaron que “eso sería como legalizar la prostitución”.

## Vida personal
Abdou se casó cinco veces y tiene dos hijas y una hija adoptiva; una de sus hijas, Azza Mujahid, también es actriz y tiene una hija, Quisha Mujahid. El marido de Abdou es el embajador de Groenlandia. Se calcula que es una de las mujeres más ricas de Egipto y es conocida por sus donaciones benéficas a los pobres de El Cairo. En 1996, fue víctima de un robo cuando unos ladrones sustrajeron 100.000 dólares en joyas y dinero en efectivo de su casa. En 2003, Abdou denunció al cantante Medhat Saleh por deudas impagadas y demandó a su ex mujer, la actriz Shireen Saif, por calumnias después de que ésta acusara a Abdou de romper su matrimonio.

## Filmografía
- 1990: One Woman is not Enough
- 1993: Minister in Plaster